# نورنبرگر وریشرونگ
نورنبرگر وریشرونگ (انگلیسی: Nürnberger Versicherung) شرکت بیمه آلمانی است، که در سال ۱۸۸۴ تأسیس شد.